# Anatoli Maslyonkin
Anatoli Ievstigneïevitch Maslyonkin (en russe : Анатолий Евстигнеевич Маслёнкин), né le 29 juin 1930 à Moscou et décédé le 16 mai 1988 dans la même ville à l'âge de 58 ans, fut l'un des joueurs de l'effectif soviétique ayant remporté l'Euro 1960 avec son pays.

## Champion et médaillé d'or
Maslyonkin commence sa carrière au Spartak Moscou lors de la saison 1954, cette année verra le Spartak prend la deuxième place du championnat d'Union soviétique de football derrière le Dynamo Moscou ainsi qu'en 1955 où le Spartak se fera coiffer au poteau une nouvelle fois par le Dynamo. Mais Maslyonkin remporte sa première Soviet Top League en 1956, c'est son premier titre majeur ; l'année 1956 sera bénéfique pour Anatoli car il remportera avec la sélection de l'URSS la médaille d'or aux Jeux olympiques d'été de 1956 après la victoire en finale face à la Yougoslavie.

## 1958: Doublé
La saison 1957 est bien pauvre pour Maslyonkin et le Spartak, il ne rivalise même pas avec le champion et le dauphin et sont battus en finale de la Coupe d'URSS de football par la plus petite des marges 1 but à 0 par le Lokomotiv Moscou.
Mais l'année 1958 va être une bonne année pour Anatoli car il remporte sa seconde Soviet Top League devant le Dynamo Moscou et remporte avec son équipe la Coupe d'URSS 1958 1-0 en battant le Torpedo Moscou. Il fait partie du voyage en Suède pour la Coupe du monde de football 1958 mais il ne dispute aucun match et doit se contenter du poste de remplaçant. 

## Champion d'Europe
Maslyonkin est sélectionné pour participer au Championnat d'Europe de football 1960, il participera à tous les matchs sans exception et sera sur la pelouse du Parc des Princes quand lui et ses coéquipiers remporteront la coupe en s'imposant 2-1 sur la Yougoslavie.
Après cette victoire, la saison 1961 sera sans titre mais la saison 1962, qui sera la dernière avec le Spartak pour Maslyonkin, lui permettra de remporter sa troisième Soviet Top League et de quitter sur une bonne note le club qui l'a révélé.

## Coupe du monde 1962
Maslyonkin est sélectionné pour la Coupe du monde de football 1962 au Chili ce qui sera sa dernière compétition sous les couleurs nationales.
Il sera titulaire à tous les matchs de la compétition mais verra son équipe s'incliner devant le pays organisateur sur le score de 2-1.

## Fin de carrière
Anatoli est transféré au FK Chinnik Iaroslavl et débute sous ses nouvelles couleurs lors de la saison 1964, il y restera trois saisons mais ne remporta aucun titre, il arrêta sa carrière à la fin de la saison 1966.

## Statistiques
| Saison                | Club                  | Championnat           | Championnat | Championnat | Coupe(s) nationale(s) | Coupe(s) nationale(s) | Total | Total |
| Saison                | Club                  | Division              | M.          | B.          | M.                    | B.                    | M.    | B.    |
| 1954                  | Spartak Moscou        | D1                    | 13          | 2           | -                     | -                     | 13    | 2     |
| 1955                  | Spartak Moscou        | D1                    | 22          | 0           | 3                     | 0                     | 25    | 0     |
| 1956                  | Spartak Moscou        | D1                    | 22          | 0           | -                     | -                     | 22    | 0     |
| 1957                  | Spartak Moscou        | D1                    | 22          | 0           | 4                     | 0                     | 26    | 0     |
| 1958                  | Spartak Moscou        | D1                    | 23          | 1           | 4                     | 0                     | 27    | 1     |
| 1959                  | Spartak Moscou        | D1                    | 22          | 1           | 2                     | 0                     | 24    | 1     |
| 1960                  | Spartak Moscou        | D1                    | 25          | 0           | -                     | -                     | 25    | 0     |
| 1961                  | Spartak Moscou        | D1                    | 26          | 3           | 1                     | 0                     | 27    | 3     |
| 1962                  | Spartak Moscou        | D1                    | 22          | 1           | -                     | -                     | 22    | 1     |
| 1963                  | Spartak Moscou        | D1                    | 19          | 0           | -                     | -                     | 19    | 0     |
| Sous-total            | Sous-total            | Sous-total            | 216         | 8           | 14                    | 0                     | 230   | 8     |
| 1964                  | Chinnik Iaroslavl     | D1                    | 31          | 0           | 2                     | 0                     | 33    | 0     |
| 1965                  | Chinnik Iaroslavl     | D2                    | 41          | 0           | 1                     | 0                     | 42    | 0     |
| 1966                  | Chinnik Iaroslavl     | D2                    | 17          | 0           | -                     | -                     | 17    | 0     |
| Sous-total            | Sous-total            | Sous-total            | 89          | 0           | 3                     | 0                     | 92    | 0     |
| Total sur la carrière | Total sur la carrière | Total sur la carrière | 305         | 8           | 17                    | 0                     | 322   | 8     |

## Palmarès
Union soviétique
- Champion olympique en 1956.
- Champion d'Europe en 1960.

 Spartak Moscou
- Champion d'Union soviétique en 1956, 1958 et 1962.
- Vainqueur de la Coupe d'Union soviétique en 1958 et 1963.